# Cleora legalis
Cleora legalis là một loài bướm đêm trong họ Geometridae.